# Acelino Freitas
Acelino Freitas, más conocido como Popó (Salvador, Brasil, 21 de septiembre de 1975), es un político brasileño y ex boxeador profesional que compitió entre 1995 y 2017. Es campeón mundial en dos categorías de peso, habiendo ostentado el título superpluma de la OMB de 1992 a 2004, el título superpluma de la AMB (Unificado) de 2002 a 2004, y el título de peso ligero de la OMB dos veces entre 2004 y 2007. Después de retirarse del boxeo, Freitas se dedicó a la política y fue elegido como legislador por el estado de Bahía, de 2011 a 2014. Ganó la medalla de plata en los Juegos Panamericanos de 1995 en la categoría de peso ligero. Su apodo, Popó, se lo puso su madre, por el sonido que hacen los bebés al tomar leche.

## Logros y honores
Popó es respetado en todo el mundo por su carrera deportiva estadísticamente brillante, con grandes registros y logros destacados:
- Como atleta de boxeo aficionado, fue campeón de Bahía a los 14 años; Campeón del Norte-Noreste a los 15 años; y Campeón de Brasil a los 17 años.
- Destacado atleta de la selección brasileña de Boxeo.
- Medalla de plata en los Juegos Panamericanos de 1995, en Mar del Plata, en la categoría de peso ligero, llevando a Brasil a una final de boxeo, algo que no ocurría desde los Juegos de San Juan de 1979.[6]
- Récord mundial: racha más larga de nocauts que conducen a un título mundial: 21[7]
- Poseedor de una de las conquistas más rápidas y contundentes de la historia del boxeo en un título mundial: nocaut al 1 min 41 s del primer asalto, ante el ruso Anatoly Alexandrov, el 7 de agosto de 1999.
- 5 años consecutivos de invencibilidad, tras conquistar el primer título mundial.
- Cuatro veces campeón mundial de boxeo: tres títulos por la WBO/OMB (Organización Mundial de Boxeo) y uno por la WBA/AMB (Asociación Mundial de Boxeo).
- Atleta brasileño con más títulos mundiales en la historia del boxeo mundial.
- Campeón mundial de boxeo en dos categorías de peso: superpluma y ligero.
- Campeón Mundial de Boxeo Unificado: WBO/WBA.
- Súper Campeón Mundial de Boxeo: raro honor logrado después de 10 defensas consecutivas del cinturón del título mundial.
- Poseedor de títulos internacionales en las 4 principales organizaciones de boxeo del mundo: WBO, WBA, WBC y IBF.
- 29 nocauts consecutivos: una de las rachas más largas en la historia del boxeo mundial.
- Brasileño con más nocauts consecutivos en el inicio de su carrera en la historia del boxeo mundial: 29. Tercero del mundo, solo por detrás de los pesos pesados Billy Fox y Jose Urtain.
- Responsable de 34 nocauts en su carrera profesional, 29 seguidas y 22 en el primer round, superando varios récords, como el del peso pesado Mike Tyson, en su fulminante inicio de carrera.
- Reconocido internacionalmente como Knockout Star. Uno de los principales luchadores por nocaut en la historia del boxeo mundial, especialmente en las divisiones de peso superpluma y peso ligero.
- Poseedor de uno de los nocauts más rápidos en la historia del boxeo mundial: 23 segundos del primer asalto. La marca se llevó a cabo en su segunda pelea profesional.
- Mejor boxeador del mundo (luchador libra por libra) del año en 2003, tras su histórica victoria por nocaut al golpe de gong, ante el argentino Jorge Barrios.
- Carrera de más de 22 años en el boxeo profesional: del 14/07/1995 al 11/11/2017.
- Récord de boxeo profesional: 43 peleas, 41 victorias (34 por nocaut; y 7 decisiones por puntos - 6 unánimes y 1 dividida), 2 derrotas (1 nocaut técnico - TKO; y 1 incomparecencia entre asaltos - RTD - tipo de nocaut técnico) y ninguna dibujar.
- Porcentaje de nocauts (KOs) en carrera profesional: 79,07%. Una de las mayores hazañas en la historia del boxeo mundial.
- Rendimiento superior al 96% a lo largo de su carrera deportiva: en el boxeo profesional, 43 peleas, 41 victorias y solo 2 derrotas; como aficionado, 81 peleas, 78 victorias y solo 3 derrotas. En números totales, considerando boxeo profesional y amateur: 124 peleas, con 119 victorias y solo 5 derrotas.
- Incluido en el Salón Internacional de la Fama del Boxeo, a fines de 2021.[8][9][10]